# Артёмово (Галичский район)
Артёмово — деревня в Берёзовском сельском поселении Галичского района Костромской области России.

## География
Деревня числится в реестре зарегистрированных в АГКГН географических названий объектов на 21.12.2011 под №192 с координатами 58° 36' с.ш. 42° 17' в.д., однако не на всех современных картах отмечена.
Расположена в лесу, примерно, в 2,5 км юго-восточнее места впадения Касти в Нолю.

## История
До муниципальной реформы 2010 года деревня также входила в состав Березовского сельского поселения.
По состоянию на 1 января 2014 года в деревне числилось 1 хозяйство, проживало 2 человека.

## Население
| 2008 | 2010 | 2012 | 2014 |
| ---- | ---- | ---- | ---- |
| 2    | ↘0   | ↗2   | →2   |